# Adélaïde de Place
Adélaïde de Place est une musicologue française, née en 1945.

## Biographie
Diplômée du Conservatoire de Paris et de l'École pratique des hautes études, Adélaïde de Place est titulaire d'un doctorat de musicologie. 
Après avoir enseigné en école et en conservatoire, elle a travaillé comme ingénieur de recherche au Ministère de la culture. 
Spécialiste de la musique pour clavier, elle a publié plusieurs ouvrages sur le piano ainsi qu'un sur la musique sous la Révolution française.

## Publications
- Le piano forte en France de 1760 à 1812, sous la direction de François Lesure, Paris, 1975.
- Le piano forte à Paris entre 1760 et 1822, Paris, 1979.
- La Musique à Paris en 1830-1831, enquête réalisée avec Marie-Noëlle Colette, Joël-Marie Fauquet, sous la direction de François Lesure, Paris, Bibliothèque nationale, 1983.
- Le Piano forte à Paris entre 1760 et 1822, Paris, Aux Amateurs de livres, 1986.
- Guide de la musique de piano et de clavecin, sous la direction de François-René Tranchefort, avec la collaboration de Harry Halbreich, André Lischke et Jean-Louis Sulmon, Paris, Fayard, 1987.
- Guide de la musique de chambre, sous la direction de François-René Tranchefort, avec la collaboration de Jean-Alexandre Ménétrier et Harry Halbreich, Paris, Fayard, 1989.
- La vie musicale en France au temps de la Révolution, Paris, Fayard, 1989
- Musique à découvrir: Jean-Louis Adam ou la naissance du piano français, Paris, LM graphique, 1994.
- L'oratorio pour le sacre de Napoléon, d'Antoine Fabre d'Olivet, 2001.
- Aspects de la critique musicale au 19ème siècle, dirigé par Sylvie Triaire et François Brunet, Montpellier, Presses universitaires de la Méditerranée, 2002.
- Girolamo Frescobaldi, Paris, Fayard, 2003.
- Alessandro et Domenico Scarlatti, Paris, Fayard, 2003.
- Étienne Nicolas Méhul, Paris, Bleu nuit éditeur, 2005.
- Frédéric Chopin, avec Abdel Rahman El Bacha, Paris, Bleu nuit éditeur, 2010.
- Antonio Vivaldi, avec Fabio Biondi, Paris, Bleu nuit éditeur, 2012.